# Landser
Pour les articles homonymes, voir Landser (homonymie).
Landser est une commune française de l'aire urbaine de Mulhouse située dans la circonscription administrative du Haut-Rhin et, depuis le 1er janvier 2021, dans le territoire de la Collectivité européenne d'Alsace, en région Grand Est.
Elle fait partie de la région historique et culturelle d'Alsace, et du pays historique du Sundgau.

## Géographie

### Localisation
Landser fait partie de l'arrondissement de Mulhouse et est situé entre la forêt de la Harth et les cantons de Habsheim, de Steinbrunn-le-Bas, de Mulhouse, d'Altkirch et de Huningue. À l'est, il touche l'embranchement de Huningue au canal du Rhône au Rhin.

### Géologie et relief
Hydrogéologie et climatologie : Système d’information pour la gestion de l’Aquifère rhénan, par le BRGM :
Territoire communal : Occupation du sol (Corinne Land Cover) ; Cours d'eau (BD Carthage),
Géologie : Carte géologique ; Coupes géologiques et techniques,
 Hydrogéologie : Masses d'eau souterraine ; BD Lisa ; Cartes piézométriques.

### Sismicité
Commune située dans une zone 4 de sismicité moyenne.

### Lieux-dits et écarts
| Bruebach          | Eschentzwiller |             |
|                   | Landser        | Dietwiller  |
| Steinbrunn-le-Bas |                | Schlierbach |

### Hydrographie

#### Réseau hydrographique
La commune est dans le bassin versant du Rhin au sein du bassin Rhin-Meuse. Elle est drainée par le Riedgraben et le ruisseau Weiherbachgraben,,.

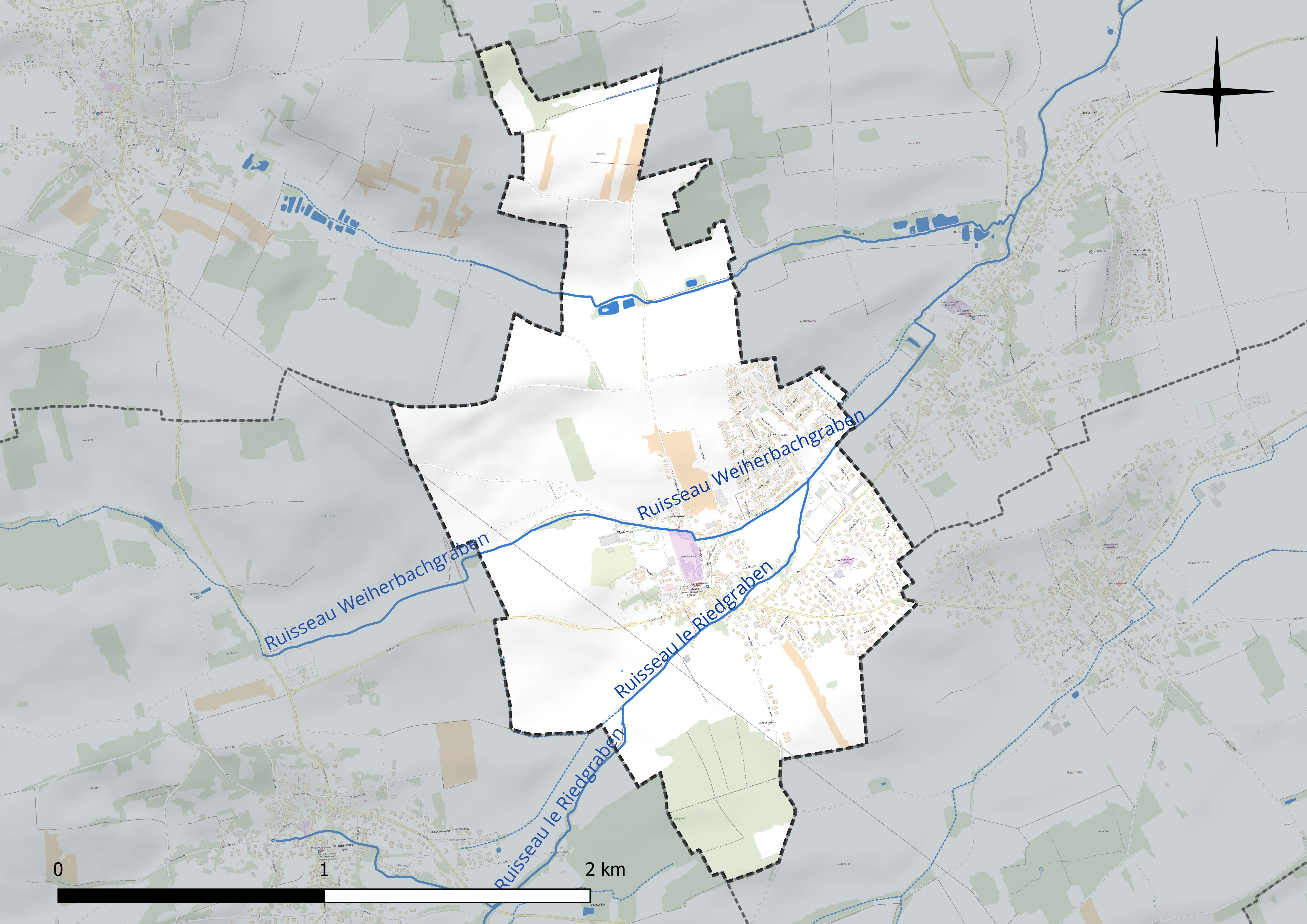
Réseau hydrographique de Landser.

#### Gestion et qualité des eaux
Le territoire communal est couvert par le schéma d'aménagement et de gestion des eaux (SAGE) « Ill Nappe Rhin ». Ce document de planification concerne la nappe phréatique rhénane, les cours d'eau de la plaine d'Alsace et du piémont oriental du Sundgau, les canaux situés entre l'Ill et le Rhin et les zones humides de la plaine d'Alsace. Le périmètre s’étend sur 3 596 km2. Il a été approuvé le 17 janvier 2005. La structure porteuse de l'élaboration et de la mise en œuvre est la région Grand Est. 
La qualité des cours d’eau peut être consultée sur un site dédié géré par les agences de l’eau et l’Agence française pour la biodiversité. 

### Climat
Pour des articles plus généraux, voir Climat du Grand Est et Climat du Haut-Rhin.
En 2010, le climat de la commune est de type climat des marges montargnardes, selon une étude du Centre national de la recherche scientifique s'appuyant sur une série de données couvrant la période 1971-2000. En 2020, Météo-France publie une typologie des climats de la France métropolitaine dans laquelle la commune est exposée à un climat semi-continental et est dans la région climatique  Alsace, caractérisée par une pluviométrie faible, particulièrement en automne et en hiver, un été chaud et bien ensoleillé, une humidité de l’air basse au printemps et en été, des vents faibles et des brouillards fréquents en automne (25 à 30 jours). 
Pour la période 1971-2000, la température annuelle moyenne est de 10,2 °C, avec une amplitude thermique annuelle de 17,6 °C. Le cumul annuel moyen de précipitations est de 697 mm, avec 8,8 jours de précipitations en janvier et 9 jours en juillet. Pour la période 1991-2020, la température moyenne annuelle observée sur la station météorologique de Météo-France la plus proche, « Mulhouse », sur la commune de Mulhouse à 8 km à vol d'oiseau, est de 11,1 °C et le cumul annuel moyen de précipitations est de 747,6 mm. 
La température maximale relevée sur cette station est de 39,4 °C, atteinte le 13 août 2003 ; la température minimale est de −21,5 °C, atteinte le 10 février 1956,,. 
Les paramètres climatiques de la commune ont été estimés pour le milieu du siècle (2041-2070) selon différents scénarios d'émission de gaz à effet de serre à partir des nouvelles projections climatiques de référence DRIAS-2020. Ils sont consultables sur un site dédié publié par Météo-France en novembre 2022.

### Voies de communications et transports

#### Voies routières
- D 6bis vers Dietwiller[12].
- D 6bis > D21 vers Steinbrunn-le-Bas, Steinbrunn-le-Haut.
- A35, aussi appelée autoroute des cigognes ou l'Alsacienne. Échangeur n°2 Sausheim.

#### Transports en commun
- Transports en Alsace.
- Fluo Grand Est.

#### SNCF

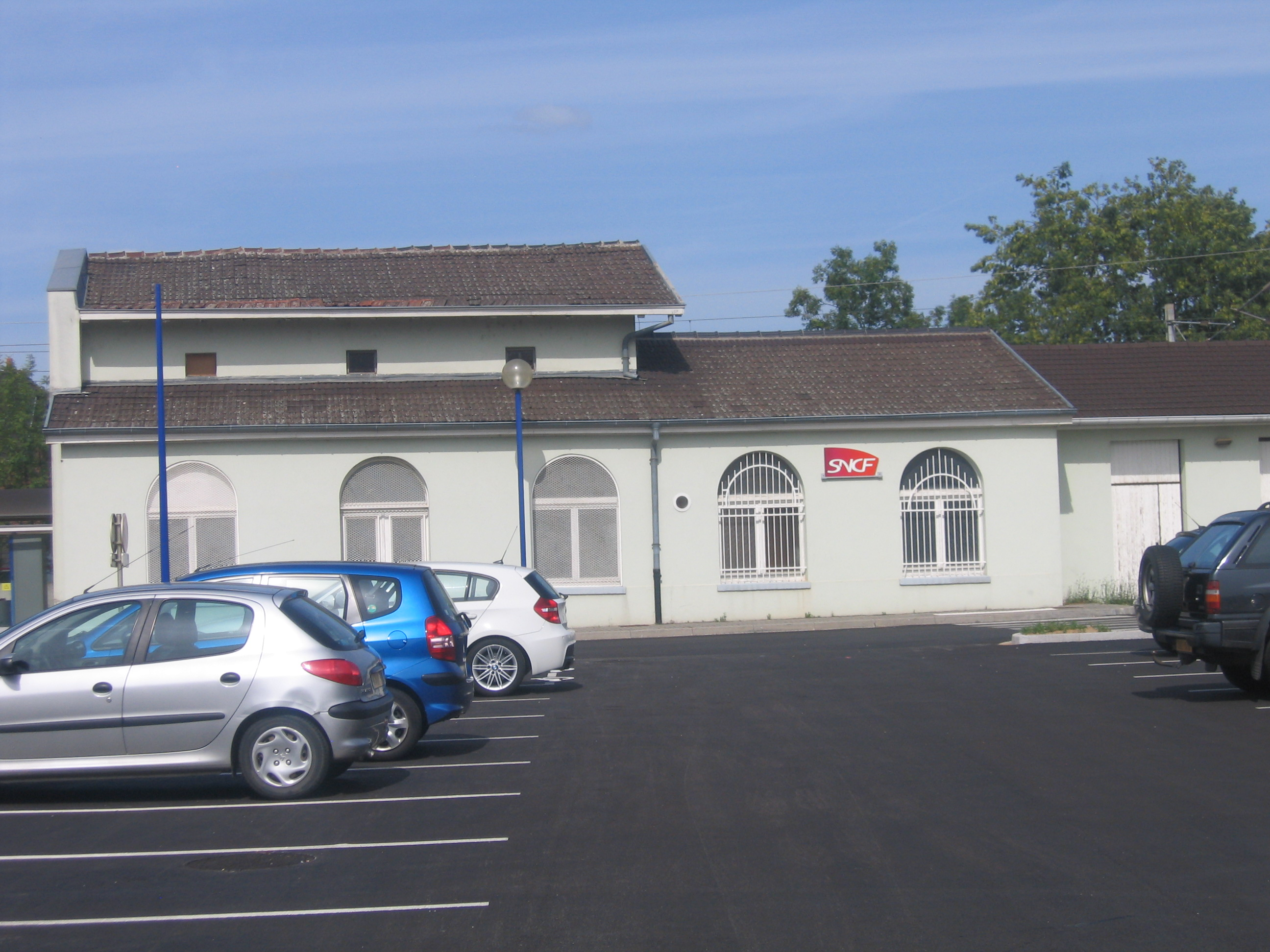
Gare de Sierentz.

- Gare de Sierentz,
- Gare de Habsheim,
- Gare de Brunstatt,
- Gare de Rixheim,
- Gare du Hasenrain.

### Intercommunalité
Commune membre de la communauté d'agglomération Saint-Louis Agglomération.

## Urbanisme

### Typologie
Au 1er janvier 2024, Landser est catégorisée bourg rural, selon la nouvelle grille communale de densité à sept niveaux définie par l'Insee en 2022.
Elle appartient à l'unité urbaine de Landser, une agglomération intra-départementale regroupant trois  communes, dont elle est ville-centre,,. Par ailleurs la commune fait partie de l'aire d'attraction de Bâle - Saint-Louis (partie française), dont elle est une commune de la couronne,. Cette aire, qui regroupe 94 communes, est catégorisée dans les aires de 200 000 à moins de 700 000 habitants,.

### Occupation des sols
L'occupation des sols de la commune, telle qu'elle ressort de la base de données européenne d’occupation biophysique des sols Corine Land Cover (CLC), est marquée par l'importance des territoires agricoles (68,7 % en 2018), en diminution par rapport à 1990 (70,8 %). La répartition détaillée en 2018 est la suivante : 
terres arables (68,6 %), zones urbanisées (22,7 %), forêts (8,6 %), zones agricoles hétérogènes (0,2 %). L'évolution de l’occupation des sols de la commune et de ses infrastructures peut être observée sur les différentes représentations cartographiques du territoire : la carte de Cassini (XVIIIe siècle), la carte d'état-major (1820-1866) et les cartes ou photos aériennes de l'IGN pour la période actuelle (1950 à aujourd'hui).

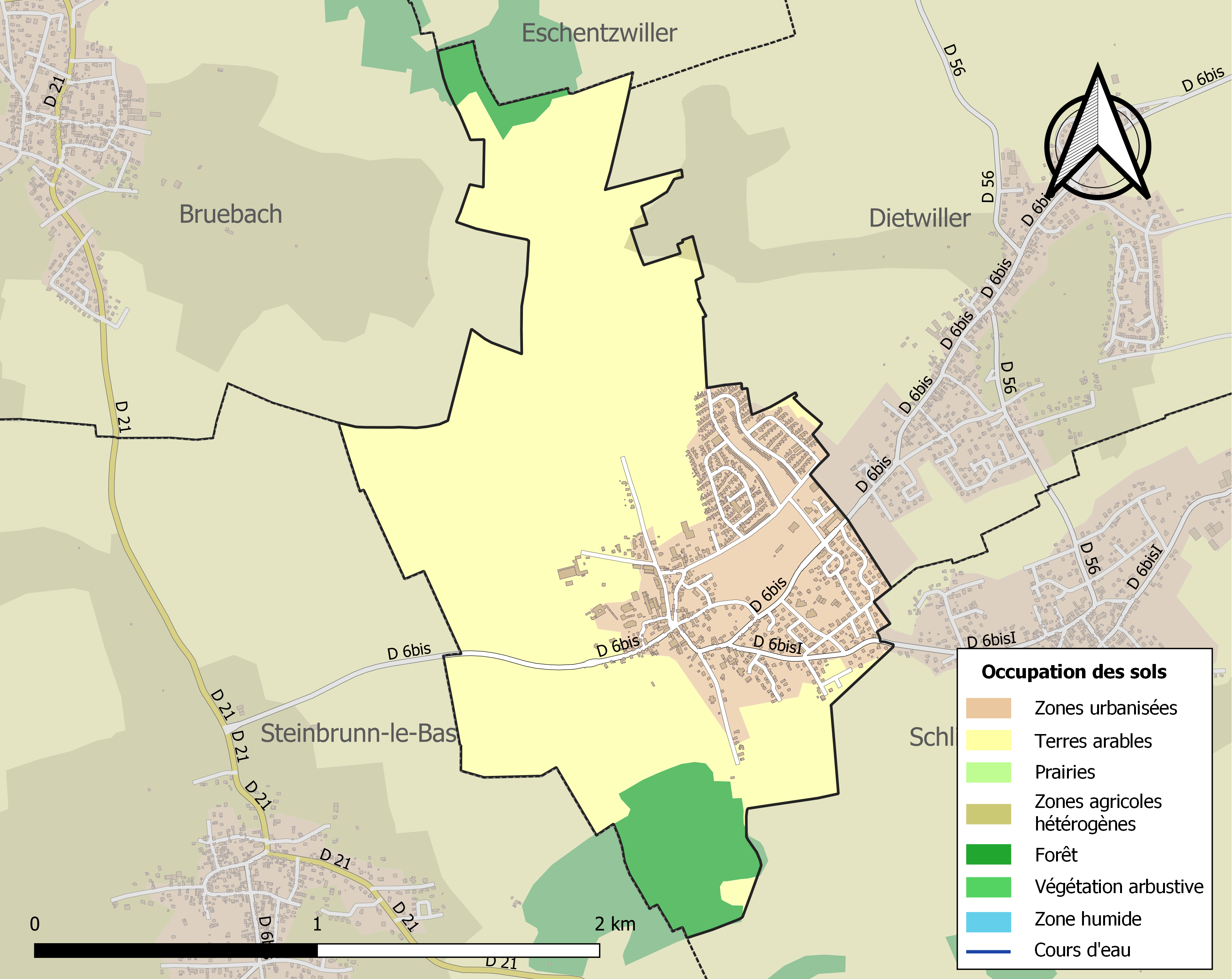
Carte des infrastructures et de l'occupation des sols de la commune en 2018 (CLC).

## Histoire

### Toponymie
- Castrum Landisera en 1246 ;
- Hus Landsere en 1279.

### Origine du village
C'est dans une charte de l'année 1246 qu'apparaît pour la première fois le nom de Landser, sous la forme castro dicto Landisera. Le fief appartenait aux seigneurs de Butenheim, qu'on soupçonne de n'avoir été que des chevaliers pillards qui rançonnaient les voyageurs. Le village est construit peu après 1269, et presque aussitôt détruit. Burkard de Frick mentionne l'existence du village et écrit qu'en 1303 le château et le village de Landser furent achetés par les princes de la maison d'Autriche. Cette acquisition fut faite soit par Rodolphe Ier du Saint-Empire, soit par son fils Albert Ier de Habsbourg, avec le consentement de l'église de Bâle, à qui les seigneurs de Butenheim avaient donné le château en fief. Un ancien cadastre de Landser de 1394 faisait connaître la ruine de ce village et sa conversion en une ville.
Sous l'impulsion des Habsbourg, Landser se métamorphose pour devenir une véritable ville, qu'on entoure de remparts dès le début du XIVe siècle.

### Le bourg de Landser
Au XVe siècle, Landser est ruiné et retourne au rang de simple bourg, tout en restant le siège d'une seigneurie les plus importantes de la Haute-Alsace. L'étendue de Landser, le privilège  qu'elle obtint pour tenir des marchés, lui ont mérité le nom de bourg et de marktflecken. En 1664, il y fut fondé un couvent des capucins. Près du bourg existait autrefois deux autres villages : Mersheim et Eisweiler qui ont été pillés puis incendiés au XIVe siècle, de sorte qu'il ne reste plus aucun vestige. Entre Landser et Steinbrunn-le-Bas se trouve un fossé qui sépare les deux banlieues prénommé Kuttelsgraben qui veut dire fossé ou ruisseau des tripes.

### Un bourg incendié
En 1635, les troupes françaises du duc de Rohan, aux côtés des Suédois contre l'Empire, sèment la terreur et incendient Landser et tous les villages aux alentours. Landser est la localité la plus touchée et est quasiment anéantie. La reconstruction du village ne se fera qu'un siècle après. Des notables s'y installeront.

### La Révolution
Pendant la Révolution, Landser est érigé en chef-lieu du canton, mais étant écarté de toute voie de communication, son importance va en déclinant. En 1948, c'est Sierentz qui prendra la relève.

### Le château de Landser
D'après les chroniques de l'époque Landser possédait un château. La première mention en a été faite par Boucard de Frick, lorsqu'il prétend, que sous la date de 1303, le château  et la ville de Landser furent achetés par les princes de la maison d'Autriche. Cette acquisition fut faite soit par Rodolphe Ier ou son fils Albert Ier de Habsbourg avec l'approbation de l'église de Bâle à qui les Buttenheim avait donné le château en fief. Un ancien cadastre de Landser de 1394, indiquait l'emplacement de la ruine et sa conversion en un village. Elle resta cependant la résidence de l'Obervogt et le chef-lieu de la seigneurie. L'étendue de Landser, lui donna le privilège de tenir des marchés, ce qui lui conféra le nom de bourg et de marktflecken.
Château des Flaxlanden
La maison située rue Eugène Kalt est dite Château des Flaxlanden. Cette propriété était l'une des nombreuses résidence de la famille Flaxlanden. Actuellement propriété de la famille Potelleret-Hourcade elle fait l'objet d'une intense restauration telle que l'escalier en pierre couvrant les quatre niveaux (l'un des rares escaliers dont les marches montent jusqu'au grenier), le plafond du XVIIe siècle nouvellement restauré. La maison comporte la date de 1626 qui correspond à une partie de l'ensemble de la construction. Le bâtiment définitif sera terminé lorsque le calme de la guerre de trente ans se sera imposé. Une partie des matériaux provient certainement de l'ancien château de Landser détruit.

### Héraldique
| Blason de Landser | Les armes de Landser se blasonnent ainsi : « D'argent au palmier de sinople tigé au naturel et fruité d'or. » |

## Politique et administration

### Budget et fiscalité 2021

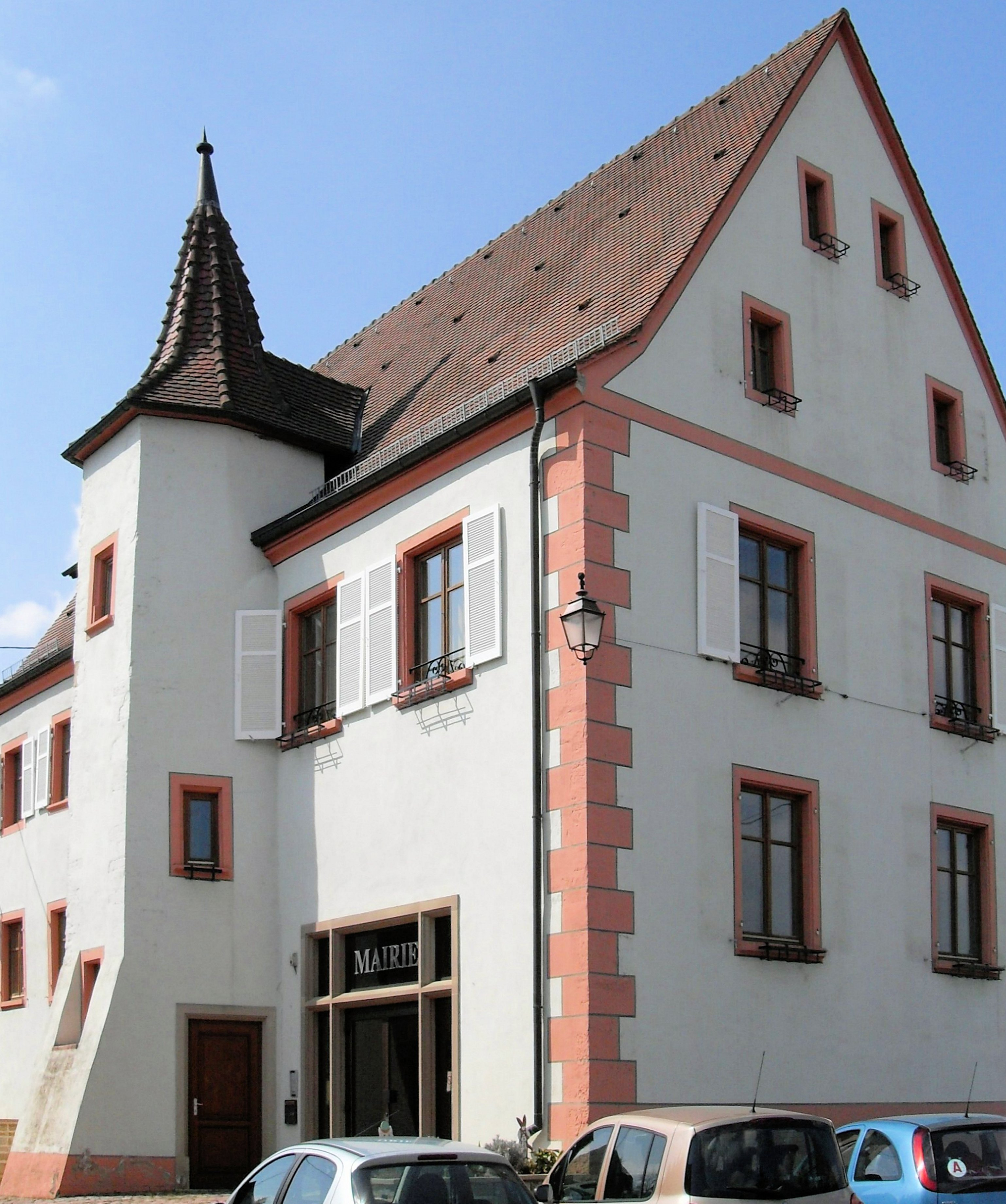
La mairie et l'ancienne école de Landser.

En 2021, le budget de la commune était constitué ainsi :
- total des produits de fonctionnement : 1 327 000 €, soit 796 € par habitant ;
- total des charges de fonctionnement : 1 136 000 €, soit 682 € par habitant ;
- total des ressources d'investissement : 203 000 €, soit 121 € par habitant ;
- total des emplois d'investissement : 757 000 €, soit 454 € par habitant ;
- endettement : 1 141 000 €, soit 685 € par habitant.

Avec les taux de fiscalité suivants :
- taxe d'habitation : 24,77 % ;
- taxe foncière sur les propriétés bâties : 28,15 % ;
- taxe foncière sur les propriétés non bâties : 50,58 % ;
- taxe additionnelle à la taxe foncière sur les propriétés non bâties : 0,00 % ;
- cotisation foncière des entreprises : 0,00 %.

Chiffres clés Revenus et pauvreté des ménages en 2020 : médiane en 2020 du revenu disponible, par unité de consommation : 26 970 €.

## Économie

### Entreprises et commerces

#### Agriculture et élevage
- Culture de céréales, de légumineuses et de graines oléagineuses.
- Culture et élevage associés.
- Élevage d'autres animaux.

#### Tourisme
- Restauration traditionnelle.
- Hébergements et restauration à Bruebach, Zimmersheim, Magstatt-le-Bas.
- Ancien restaurant dit auberge Au Boeuf[24].
- Maison, hôtel de Flachlanden[25].

#### Commerces
- Commerces et services.

## Population et société

### Démographie

#### Évolution démographique
L'évolution du nombre d'habitants est connue à travers les recensements de la population effectués dans la commune depuis 1793. Pour les communes de moins de 10 000 habitants, une enquête de recensement portant sur toute la population est réalisée tous les cinq ans, les populations de référence des années intermédiaires étant quant à elles estimées par interpolation ou extrapolation. Pour la commune, le premier recensement exhaustif entrant dans le cadre du nouveau dispositif a été réalisé en 2006.

En 2022, la commune comptait 1 638 habitants, en évolution de +3,93 % par rapport à 2016 (Haut-Rhin : +0,66 %, France hors Mayotte : +2,11 %).
| 1793 | 1800 | 1806 | 1821 | 1831 | 1836 | 1841 | 1846 | 1851 |
| ---- | ---- | ---- | ---- | ---- | ---- | ---- | ---- | ---- |
| 573  | 631  | 674  | 528  | 611  | 635  | 582  | 579  | 586  |

| 1856 | 1861 | 1866 | 1871 | 1875 | 1880 | 1885 | 1890 | 1895 |
| ---- | ---- | ---- | ---- | ---- | ---- | ---- | ---- | ---- |
| 524  | 542  | 554  | 561  | 473  | 437  | 399  | 385  | 377  |

| 1900 | 1905 | 1910 | 1921 | 1926 | 1931 | 1936 | 1946 | 1954 |
| ---- | ---- | ---- | ---- | ---- | ---- | ---- | ---- | ---- |
| 339  | 345  | 317  | 314  | 318  | 301  | 351  | 409  | 453  |

| 1962 | 1968 | 1975  | 1982  | 1990  | 1999  | 2006  | 2011  | 2016  |
| ---- | ---- | ----- | ----- | ----- | ----- | ----- | ----- | ----- |
| 339  | 330  | 1 750 | 2 114 | 1 941 | 1 687 | 1 592 | 1 561 | 1 576 |

| 2021  | 2022  | - | - | - | - | - | - | - |
| ----- | ----- | - | - | - | - | - | - | - |
| 1 642 | 1 638 | - | - | - | - | - | - | - |

### Enseignement
Établissements d'enseignements :
- Écoles maternelles et primaires,
- Collège,
- Lycée.

### Cultes
- Culte catholique, Communauté de paroisses "Les Prairies de la Zorn"[31], Diocèse de Strasbourg.

## Lieux et monuments

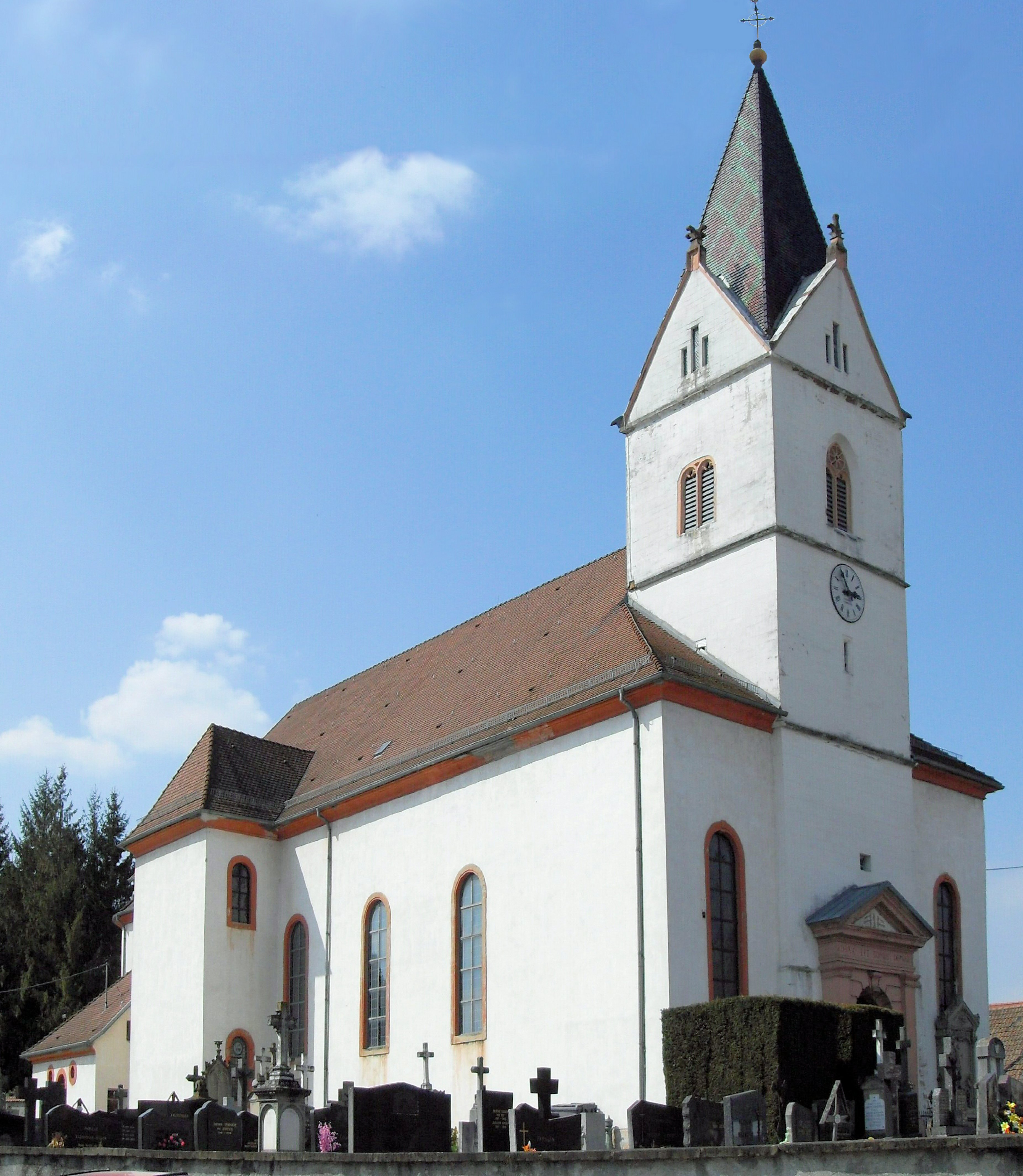
Église de l'Assomption.
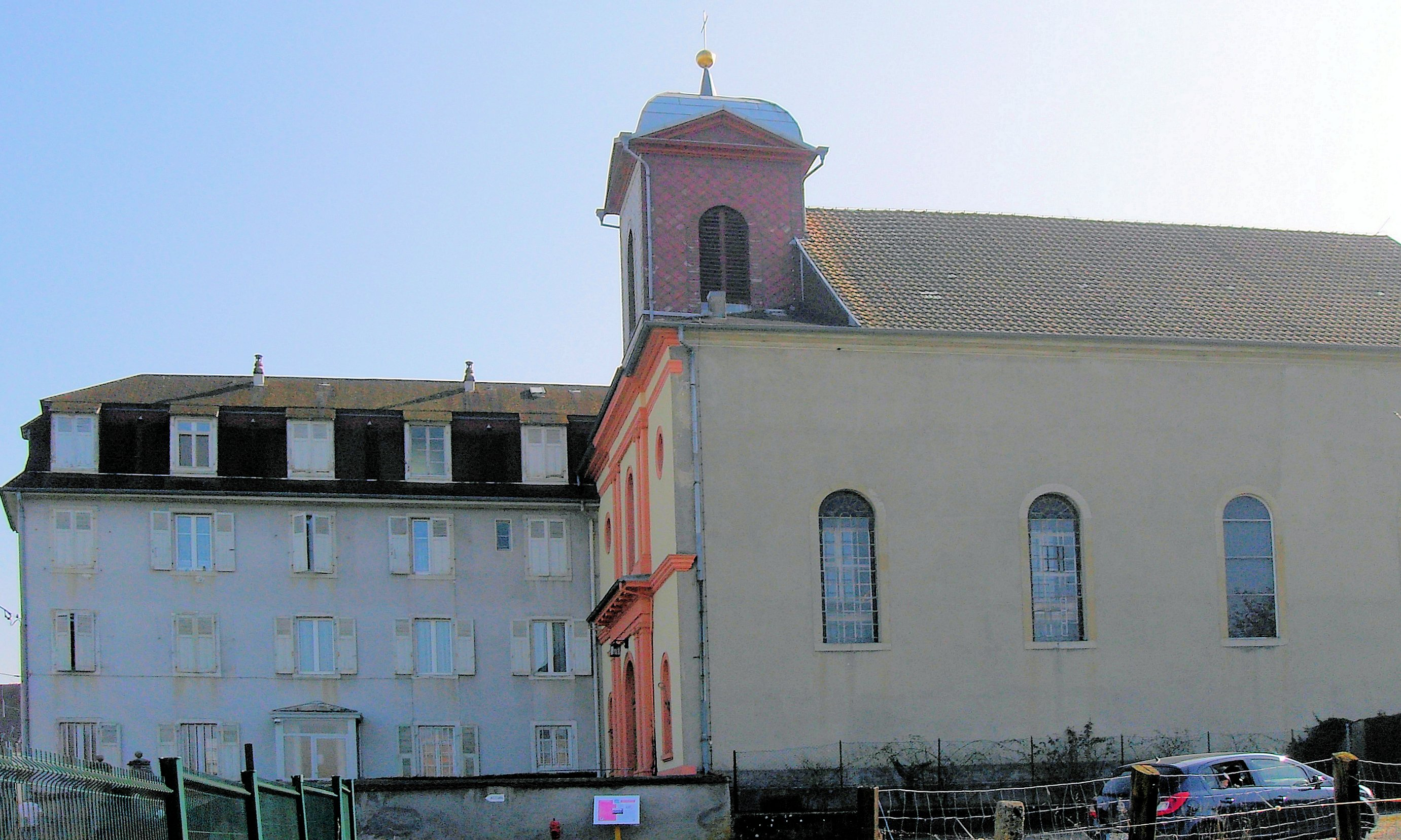
Chapelle du couvent des Rédemptoristes.
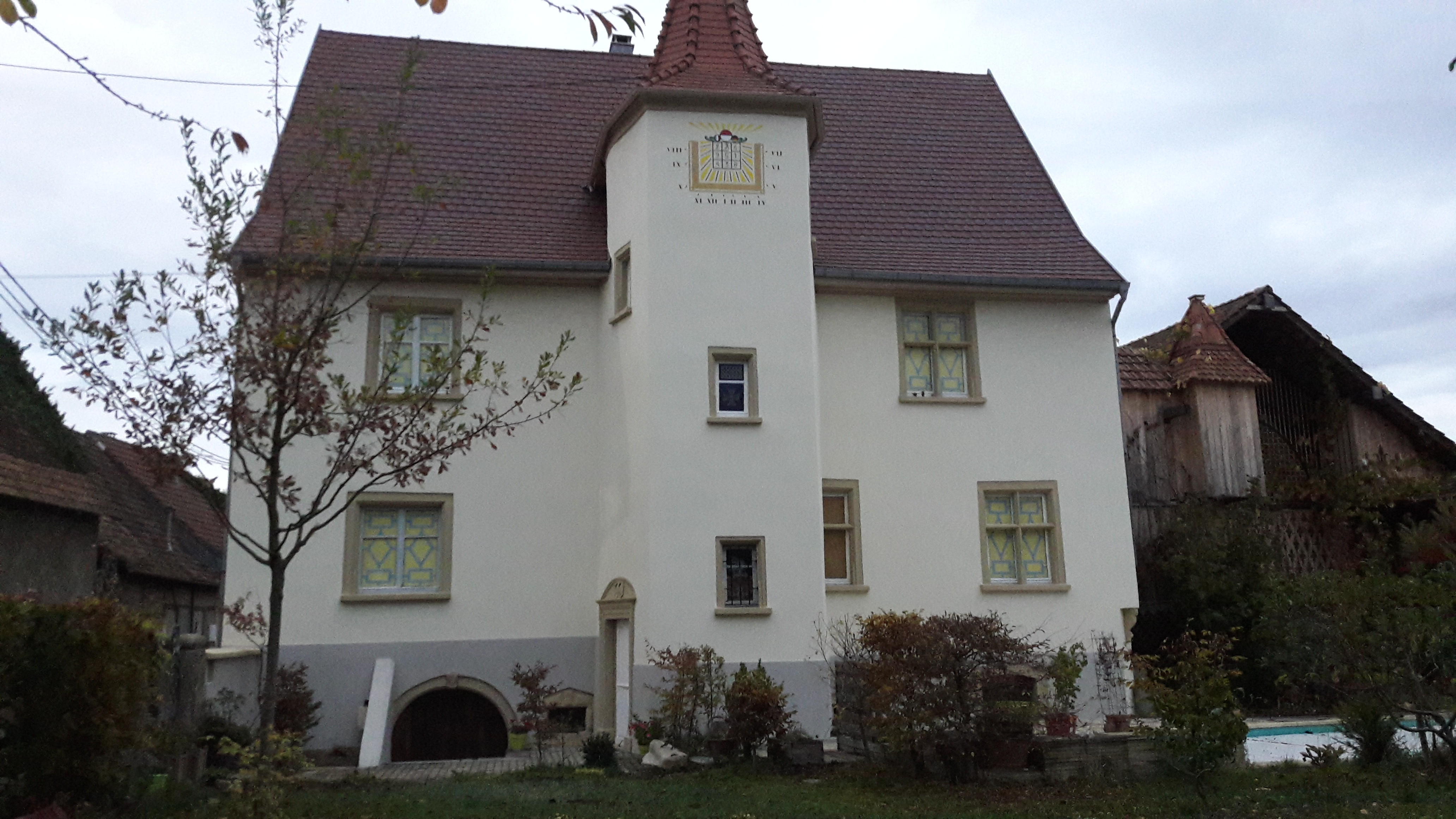
Château des Flaxlanden.
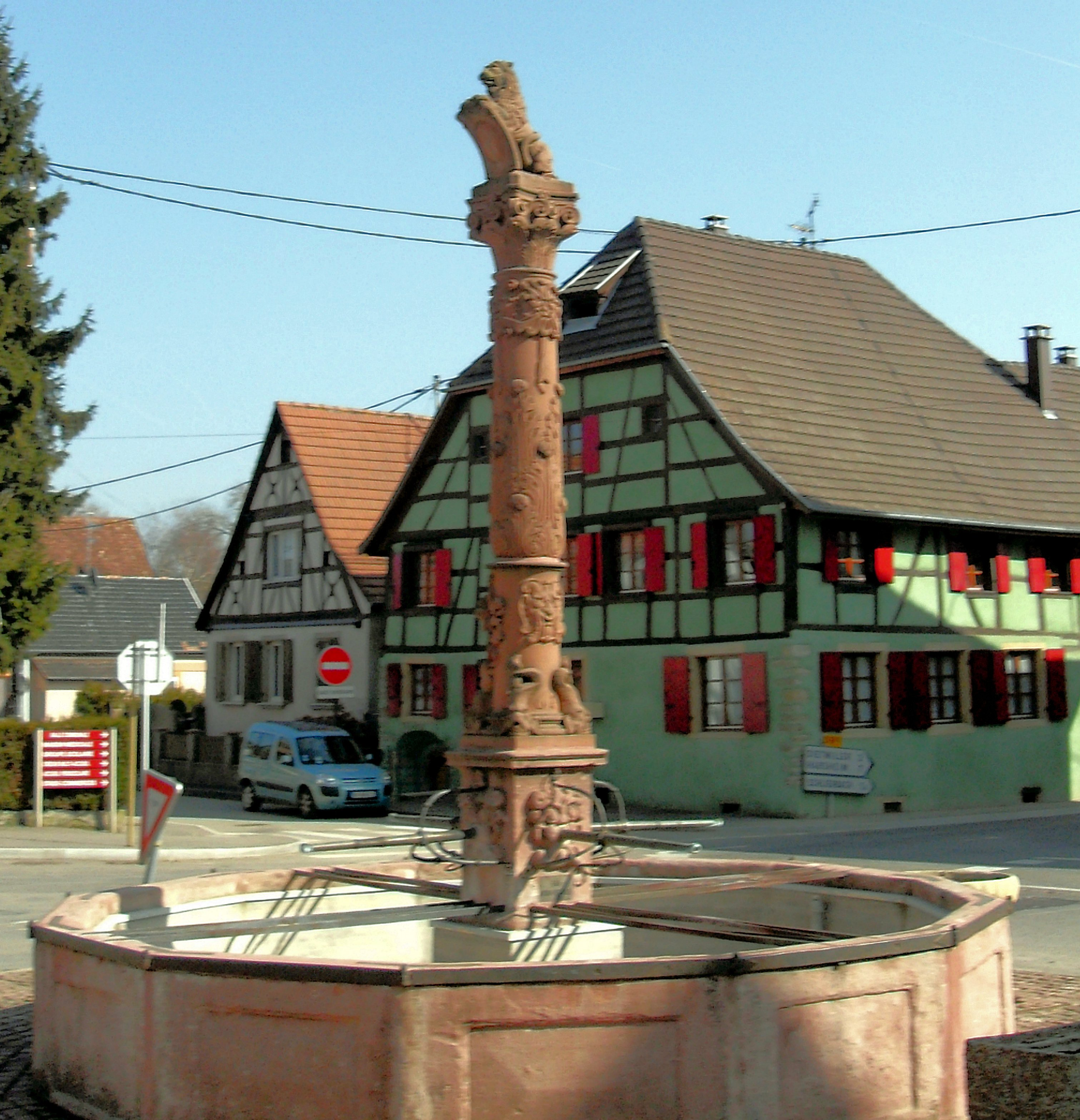
Fontaine publique de 1661.

Patrimoine religieux :
- Église de l'Assomption.

Cette église, construite primitivement dès 1269, a depuis été détruite. Il ne subsiste plus aujourd'hui que la tour, dont les fondations datent du XVe siècle.
L'intérieur de l'église est de style néo-classique, se distinguant par les deux chapelles latérales surmontées d'une tribune.
Orgue de tribune,.
Cloche de 1711,.
Châsse de Saint Justin.
Station de chemin de croix.
- Haut-relief de la Résurrection[39]
- Le Mont des Oliviers[40].
- Presbytère[41].
- Croix de chemin[42].
- Couvent de capucins (monastère Saint-Alphonse)[43].
- Monument aux morts[44] : Conflits commémorés : Guerres de 1914-1918 - 1939-1945.

Autres patrimoines :
- Ancien château de Landser, cité dans un document de 1246 comme propriété des Butenheim[45]
- Château des Flaxlanden.
- Corps de garde[46].
- Fontaine :

Fontaine du XVIIe siècle,,.
C'est une fontaine à colonne (« Stockbrunna ») de 1661. Cette date ainsi que le blason de la famille Hug, commanditaire de cette réalisation, sont sculptés sur la base de la colonne. Celle-ci est surmontée d'un lion qui tient entre ses pattes les armoiries de Landser (à l'origine, il s'agissait d'un chêne ; à l'occasion d'une restauration au XIXe siècle, il s'est transformé en palmier !).
- Pressoir à noix.
- Moulin à farine, Ferme dit Kloestermuhl[50].
- Ferme du XVIIIe siècle.
- Pigeonnier à colombages[51]
- Établissement Don-Bosco. Aujourd'hui[Quand ?], le collège et le lycée Don-Bosco accueillent 1050  élèves externes et demi-pensionnaires (2019-2020). Les classes vont du CM2 à la terminale.

## Personnalités liées à la commune
- Louis Valentin Goëzman de Thurn (Landser 1729 - Paris 1794), connu sous le nom de juge Goëzma.
- François Joseph Antoine Hell (Hirsingue 1731 - Paris 1794), avocat au conseil souverain d'Alsace.
- Jean-Louis Schirmer (18 septembre 1739, Landser - 25 décembre 1814, Colmar), magistrat et homme politique.
- Dominique Schirmer (1er juillet 1740, Landser - 23 février 1805, Colmar), homme politique.
- Jean-Louis Lorrain (Metz 1948 - Rixheim 2013), homme politique français, sénateur du Haut-Rhin et ancien maire de Landser.
- Delphine Wespiser (Mulhouse 1992 - ), Miss France 2012, ayant obtenu son bac ES au lycée Don Bosco de Landser.
- Axel Zingle, coureur cycliste professionnel[réf. nécessaire]
- Jean-Baptiste Eugène Kalt (Landser 1861 - Paris 1941), ophtalmologiste - créateur de lentilles de contact[52],